# Falcon 9
A Falcon 9 űrhajózási hordozórakéta-család, melyet a SpaceX (Space Exploration Technologies) fejlesztett ki és gyárt az Egyesült Államokban. A kétfokozatú rakéta első indítását 2010. június 4-én hajtották végre (v1.0), a jelenlegi (v1.2, Block 5) változat 2018. május 11-én debütált. A hordozó a Falcon családjának tagja, tervezett Falcon 5 helyett lépett szolgálatba, a már korábban kifejlesztett Falcon 1 részegységein alapul (az egyes típusok elnevezésének 1-5-9 számjelei a rakétákba épített hajtóművek számára utalnak).
A rakétacsalád egyedülálló tulajdonsága a tervezett újrafelhasználhatóság, ami az első fokozat esetében irányított ereszkedéssel és aktív fékezéssel, a rakétafokozat ismételt begyújtásával érnének el, a kilövésből megmaradó üzemanyag felhasználásával. Bár az eredeti tervek még a teljes rendszer újrafelhasználhatóságát célozták, jelenleg az csak az első fokozat estén megoldott teljes körűen, míg az orrkúp-burkolat ("fairing") visszatérése kísérleti fázisban tart: irányított siklóernyő és a visszatérő burkolatot fogadó elkapó-hajó segítségével. A második fokozat újrahasznosítását a hivatalos tervek szerint, a beépítendő hőpajzs többletsúlya miatt elvetették, de a cégvezető Elon Musk 2018 év eleji nyilatkozatai szerint újra napirendre vették. A fejlesztés korai fázisában a rakétafokozatokat ejtőernyővel szerelték fel, hogy az óceán felszínén landolhassanak, ám ez a megközelítés a tengervíz korrozív jellemzői miatt csak a kísérleti eszközök tanulmányozását célozta volna, és nem járt sikerrel, mert a visszatérő elemek az ereszkedés közben fellépő erőhatások és melegedés hatására darabjaikra hullottak.
A rakétát műholdak pályára állítására, illetve a Dragon űrhajóval a Nemzetközi Űrállomáshoz utánpótlás és személyzet szállítására használják, mely szintén újrafelhasználható, így képes tudományos anyagokat is visszajuttatni a földre (a Szojuz kapszulát a legénység számára tartják fenn, míg a Progressz, ATV, Cygnus, Kounotori modulok egyszer használatosak, a légkörbe lépéskor elégnek).
A rendszert a SpaceX és a NASA a Dragon űrhajó módosításával személyszállításra is alkalmassá tették, melynek keretében 2015. május 6-án sikeresen teljesítették a NASA CCiCAP programjának 14 lépcsőjéből a 11. – indítóállásbeli megszakítási – tesztet. A program következő mérföldkövét – a repülés közbeni megszakítási tesztet – a rakéta sikertelen 2015. júniusi indítását követően elhalasztották, ám ennek ellenére az űrhivatal 2015 novemberében szerződést kötött a céggel kettőtől hat, az űrállomásra legénységet szállító kilövésre a 2017 év folyamán. A program folyamatos csúszásokkal halad, 2018 év eleji állapot szerint a Dragon 2 űrhajó bemutató repülésére – személyzet nélkül – 2018 második felében kerülhet sor, az első emberes küldetés 2019-ben várható.
A hordozórakéta illetve a kapcsolódó rendszer egyes elemei nagy mértékben azonosak a Falcon Heavy változatban alkalmazottakkal, mely lényegében három első fokozat összekötésével alakítottak ki. Ebből kettő (oldalsó, gyorsítórakéták) a Block 5 változattól kezdődően teljesen azonosak a Falcon 9 első fokozataival (azonos példányokat különböző küldetésekben használhatnak első fokozatként külön vagy gyorsító fokozatként a Heavy csoport részeként is). Csak a középső részegység került módosításra, illetve megerősítésre, a Falcon Heavy bemutatkozó repülése számos csúszás után 2018. február 6-án volt.
A Falcon 9 következő küldetése 2018. február 22-én volt, amikor a Starlink projekt keretében indították a Microsat–2a és a Microsat–2b műholdakat. 2018. március 6-án pedig a Falcon 9 rakétával indították útjára a Hispasat 30W–6 spanyol műholdat, ez a küldetés volt a Falcon 9 rakéta ötvenedik küldetése az űrbe. 2018. április 19-én pedig a NASA exobolygók kutatására épített csillagászati műholdját a TESS-t vitte fel az űrbe. A cég 2018-ra több mint 30 küldetéssel tervez, így átlagosan 2 hetente kerül sor egy-egy felbocsájtásra a keleti vagy nyugati partról.

## Felépítése és változatai
A kétfokozatú rakéta hajtóanyaga kerozin, oxidálóanyaga folyékony oxigén. Az egyszerűsítés miatt a két fokozat felépítése megegyező, az oxidáló- és hajtóanyagtartályok megegyező átmérőjűek, lítium-alumínium ötvözetből készülnek. Az első fokozatba kilenc, a másodikba egyetlen Merlin típusú rakétahajtóművet építettek, mely többször újraindítható. Hasznos teherként műholdakat (LEO és GTO pályákra), valamint a Dragon űrkapszula változatait hordozhatja, a szállított teher tömegének függvényében lehetőség van másodlagos, és harmadlagos rakomány űrbe juttatására is.
A tervezés folyamán a költséghatékony gyártás mellett a megbízhatóság kapott kiemelkedő szerepet, melynek érdekében a repülés vezérlését például 3 különálló, egymást monitorozó számítógép látja el. A Merlin hajtóművek fontos tulajdonsága a szabályozható teljesítmény és hiba esetén akár a teljes leállíthatóság, így az indítási procedúra részeként a rakétát teljes tolóerő mellett rögzítő karmok tartják a földön, amíg minden hajtómű normális működést nem jelez. Repülés közben pedig a meghibásodó hajtómű szerepét a többi veszi át, így a rendszer kilencből egy hajtómű leállása esetén is pályára tudja állítani a hasznos terhet. Ez utóbbi képesség a 2012. októberi CRS–1 küldetés során a gyakorlatban is szerepet kapott.

Balról jobbra haladva, Falcon 1, Falcon 9 v1.0, a Falcon 9 v1.1 három változata, a Falcon 9 v1.2 (Full Thrust) három változata, a Falcon 9 Block 5 három változata és a Falcon Heavy két változata

A cég nevezéktana az egyes verziók tekintetében nagy mértékben átláthatatlan, külső kommunikáció során használnak elnevezéseket (mint "Full Thrust"), verziószámokat "v1.0, v1.1, v1.2", illetve a cég belső rendszere szerinti (vélhetően a gyártástechnológiára utaló) verziókat (Block 3, Block 4, Block 5) is. Időrendben Falcon 9, Falcon 9 1.1, Falcon 9 Full Thrust vagy Falcon 9 v1.2, majd Falcon 9 Block 3, Block 4, Block 5 jelzőkkel hivatkoztak leggyakrabban az aktuális verziókra.

A Falcon 9 v1.0 és v1.1 hajtómű elrendezése

### Falcon 9 v1.0
A rakéta első változatát 2005 és 2010 között fejlesztettek ki, 2010. július 4-én emelkedett először a magasba, egy Dragon kapszula makettjével. A rakéta első fokozatában a Merlin hajtómű C változata kapott helyet, 3x3-as (mátrix) elrendezésben, melyek összességében körülbelül 4 940 kN tolóerőt biztosítanak. A második fokozat meghajtását a Merlin-C vákuumbeli működéshez módosított változata, az irányítást 4 Draco hajtómű biztosítja.

A v1.0 változat további négy missziót teljesített, melyek közül 3 sikeres, egy részben sikeres volt: a CRS–1 küldetés során, az első fokozatban bekövetkezett hajtóműleállást követően az elsődleges szállítmány tulajdonosa (NASA) biztonság okokból nem engedélyezte a második fokozat újraindítását a pályakorrekcióhoz, így bár a Dragon kapszula sikerrel elérte az űrállomást, a másodlagos teherként szállított Orbcomm OG2-es műhold abnormális pályára került, és elégett a föld légkörében.

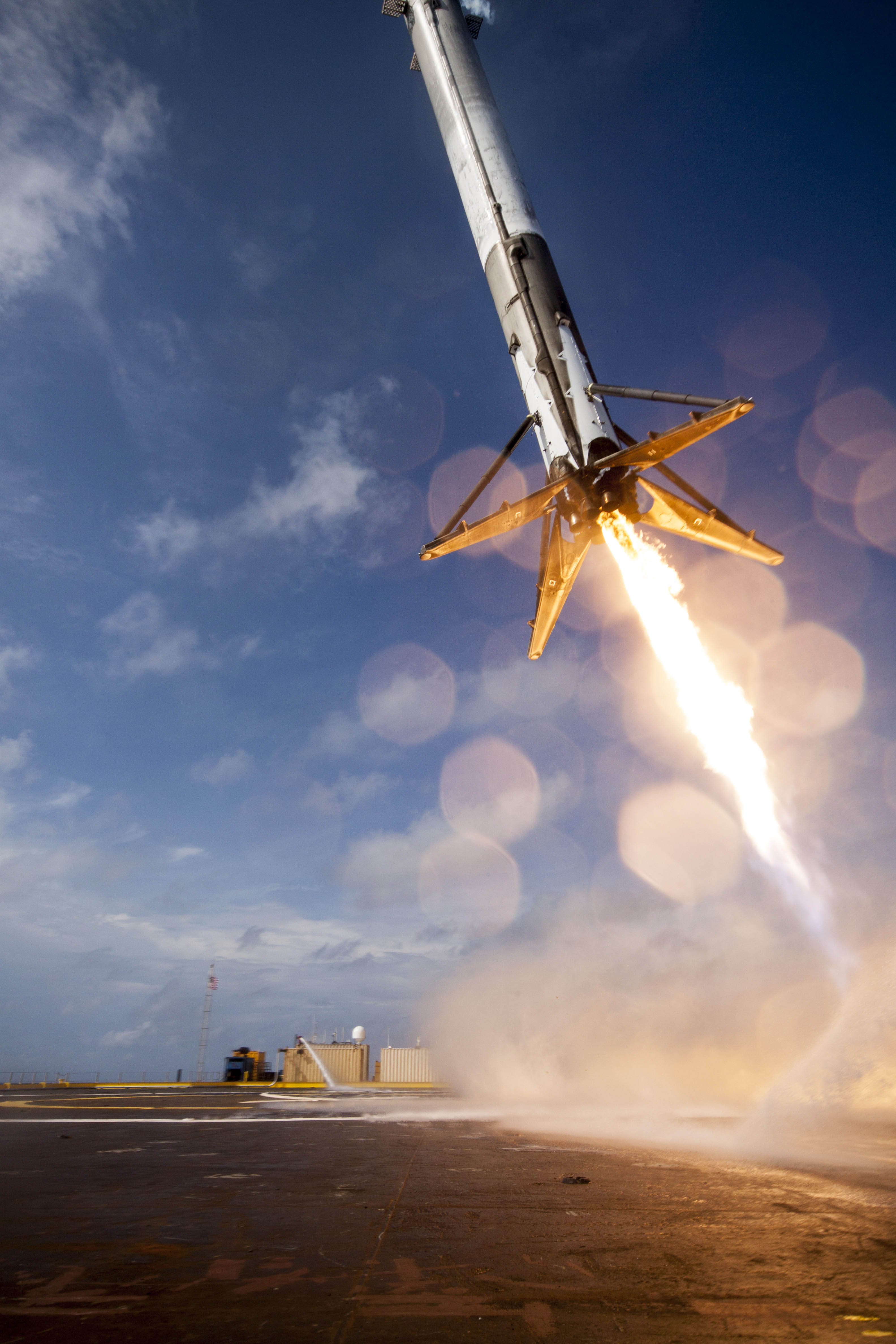
Falcon 9 ereszkedése, kiengedett landoló lábakkal, a CRS-6-ot követő leszállási kísérlet során.

### Falcon 9 v1.1
A v1.1 változat esetén a korszerűbb Merlin-D hajtóműveket már "Octaweb" (nyolcszög, plusz középen egy) elrendezésben alkalmazzák, a gyártási folyamat felgyorsítása érdekében, illetve a rakéta 13,5 m-rel hosszabb, és 60%-kal nehezebb is lett, köszönhetően az elérhető nagyobb teljesítményének. Ellentétben a Merlin-C-vel, melyet a cég már a Falcon 1 rakétáiban is sikerrel alkalmazott 2008-tól kezdődően, 2013-ban bemutatkozott D változat kevésbé számít kipróbált megoldásnak, így azt elméleti kapacitásaihoz képest csökkentett, biztonságos teljesítményszint mellett használják. Ebből adódóan a v1.1 típusjelen belül a rakétacsaládnak ismert egy "Full Thrust" (teljes hajóerő) nevű változata is, melynek első repülése 2015 december. 19-én várható, a CRS–7 misszióban bekövetkezett balesetet követő "return to flight" küldetés keretében.

### Falcon 9 Full Thrust
A rakétacsalád harmadik tagja, más néven Falcon 9 v1.2, vagy korábbi elnevezéssel Falcon 9-R. Nevének R betűje az újrafelhasználhatóságra (reusable) utal, amit az első fokozat sértetlen leszállása valósít meg (más rakétatípusok esetén a leváló fokozatok a magas légkörben elégnek, vagy az óceánba csapódva megsemmisülnek). A típus hivatalosan fejlesztés alatt áll, ám a gyakorlatban a cég az alkalmazandó megoldásokat a v1.1 verzió küldetései során teszteli, így a két típus között a fizikai felépítést tekintve nincs éles átmenet.
A biztonságos földet éréshez a rakéta sajátos megoldásokat tartalmaz. Az alsó részen közvetlenül a hajtóművek fölött a domború nyílhegy alakzatok a függőleges leszálláshoz szükséges kihajtható lábakat rejtenek (ezeket a rajzolt ábrázolásokon általában feketével is kiemelik, míg a valóságban fehérek). Illetve az első fokozat felső részén kihajtható, rácsos szerkezetű vezető szárnyak kaptak helyet, melyek az ereszkedés közben a törzset irányítják. A leszállás a rakéta hajtáson alapul (powered landing), az ereszkedés során a hajtóműveket több alkalommal is újra begyújtják. Ezek feladata az visszatérés megindítása, a rakéta hangsebesség alá lassítása, illetve a landolás végső pontján is a tolóerő fékezi a rakéta zuhanását, és teszi lehetővé a biztonságos földet érést. A földet érés pillanatában a függőleges helyzet megtartását további fúvókák segítik, melyeket ugyan a bemutató anyagok nem tartalmaznak, de működésük a CRS–6 küldetés utáni landolási kísérletben jól megfigyelhető.

## Indítási napló

### 2010-től-2013-ig
| Sorszám | Dátum, időpont (UTC)      | Verzió/ Sorozatszám | Starthely                         | Teher, megrendelő                    | Keringési pálya | Kilövés eredménye | Landolás eredménye | Megjegyzés |
| ------- | ------------------------- | ------------------- | --------------------------------- | ------------------------------------ | --------------- | ----------------- | ------------------ | --- |
| 1.      | 2010. június 4. 18:45 UTC | F9 v1.0 B0003       | SLC–40, Cape Canaveral            | Dragon Spacecraft Qualification Unit | LEO             | Sikeres           | Sikertelen         | Az első próbálkozásnál (17:30-kor) T-3 másodpercnél leállították a visszaszámlálást, a második próbálkozás sikeres volt. A rakéta T+7 perc után lassú orsózásba kezdett, de elérte a 250 kilométeres körpályát. |
| 2.      | 2010. december 8.         | F9 v1.0 B0004       | SLC–40, Cape Canaveral            | COTS Demo 1                          | LEO             | Sikeres           | Sikertelen         | A Dragon űrhajó első próbarepülése |
| 3.      | 2012. május 22.           | F9 v1.0 B0005       | SLC–40, Cape Canaveral            | COTS Demo 2                          | LEO/ISS         | Sikeres           | Nem kísérelték meg | A Dragon űrhajó második próbarepülése |
| 4.      | 2012. október 8.          | F9 v1.0 B0006       | SLC–40, Cape Canaveral            | SpaceX CRS–1                         | LEO/ISS         | Részleges siker   | Nem kísérelték meg | A Dragon első utánpótlás szállító küldetése a Nemzetközi Űrállomásra. |
| 5.      | 2013. március 1.          | F9 v1.0 B0007       | SLC–40, Cape Canaveral            | SpaceX CRS–2                         | LEO/ISS         | Sikeres           | Nem kísérelték meg | A Dragon második utánpótlás szállító küldetése a Nemzetközi Űrállomásra. |
| 6.      | 2013. szeptember 29.      | F9 v1.1 B1003       | SLC–4E, Vandenberg légitámaszpont | Cassiope                             | LEO             | Sikeres           | Sikertelen         | |
| 7.      | 2013. december 3.         | F9 v1.1 B10xx       | SLC–40, Cape Canaveral            | SES-8                                | GTO             | Sikeres           | Nem kísérelték meg | |

## Lásd még
- Dragon (űrhajó)
- SpaceX